# Hydrochoerus
Hydrochoerus és un gènere de rosegadors de la família dels càvids, que conté dues espècies vivents de capibara de Sud-amèrica i Panamà, els rosegadors vivents més grossos del món. El nom del gènere prové de les paraules gregues ὕδωρ (hýdor, aigua) i χοίρος (choíros, porc).